# One Night in Rome
One Night in Rome er en amerikansk stumfilm fra 1924 instrueret af Clarence G. Badger.

## Medvirkende
- Laurette Taylor som Duchess Mareno / Madame L'Enigme
- Tom Moore som Richard Oak
- Alan Hale som Duke Mareno
- William Humphrey som George Milburne
- Joseph J. Dowling som Danieli
- Miss DuPont som Zephyer Redlynch
- Warner Oland som Mario Dorando
- Brandon Hurst som Beetholde
- Edna Tichenor
- Ralph Yearsley